# Satchelliella gracilis
Satchelliella gracilis és una espècie d'insecte dípter pertanyent a la família dels psicòdids present a Europa, incloent-hi la Gran Bretanya, França, Alemanya, Grècia i els territoris de l'antiga República Federal Socialista de Iugoslàvia.